# Roland Dobrushin
Roland Lvovich Dobrushin (em russo:  Роланд Львович Добрушин) (São Petersburgo, 20 de julho de 1929 — Moscou, 12 de novembro de 1995) foi um matemático soviético.